# Injurecese
Injurecese (lat. in iure cessio) byl v římském právu jeden z odvozených (derivativních) způsobů nabytí vlastnictví. Mohly tak být nabyty věci mancipační i ostatní, stejně jako např. zřízena služebnost, kromě toho šlo o právní jednání abstraktní, protože nemusel být výslovně vyjádřen jeho důvod (causa). Přesto nebyla příliš využívána a ještě před justiniánskou kodifikací vyšla z užívání.
Šlo vlastně o fiktivní soudní proces, nabyvatel věci před magistrátem pronesl vindikační formuli (hanc ego rem ex jure Quiritium meam esse ajo), prohlásil tedy, že daná věc je v jeho kviritském vlastnictví, a dosavadní vlastník pak na dotaz magistráta buď mlčel, nebo prohlásil, že k ní nechce své vlastnické právo uplatňovat. Na to magistrát jejich jednání potvrdil a tím věc přiřknul do vlastnictví nabyvatele. 